# Еде Банда
Еде Банда (угор. Banda Ede; 1917 — 23 червня 2004) — угорський віолончеліст.
З 1942 р. віолончеліст Секешфегерварського оркестру, з 1951 г. у Симфонічному оркестрі Угорського радіо. В 1952 г. замінив Віру Денеш в квартеті Татраї — одному із провідних камерних ансамблів післявоєнної Угорщини, в 1958 р. як учасник квартету визнаний гідним премії імені Кошута — вищої нагороди Угорщини в області культури. В 1948-1995 рр. викладач Будапештської академії музики.